# I Know You Don't Love Me
"I Know You Don't Love Me" é um single de Tony Yayo para o seu álbum de estreia, Thoughts of a Predicate Felon. A canção contém a participação de outro dois membros do G-Unit, 50 Cent e Lloyd Banks, e o ex-membro Young Buck. 50 Cent e Yayo cantam o refrão, e Buck e Banks outros versos.
Foi gravada em parceria com a G-Unit Records, e a letra da música foi escrita por Marvin Bernard. O videoclipe foi disponibilizado em 2005.

## Pessoas mencionadas
Durante a música são mencionados vários cantores. São eles: 
- Jay-Z
- Eminem
- Nelly
- R. Kelly
- Ludacris
- Snoop Dogg
- Lloyd Banks
- Usher
- Lil Jon
- Slim Thug
- Dr. Dre
- Young Buck